# Дама и радник
Дама и радник (шп. Dama y obrero) америчка је теленовела, продукцијске куће Телемундо, снимана 2013.
У Србији је приказивана 2015. на каналу Пинк соуп.

## Синопсис
Игнасија је инжењерка која има цео свет под ногама и ради у великој грађевинској фирми. Верена је за архитекту Томаса, власника компаније у којој ради - у вези су већ годинама, али како се ближи дан венчања, Игнасијино расположење се мења... Чини се да Томас више није симпатичан младић који је освојио њено срце.
Живот овог пара се, како је време пролазило, претварао у прави пакао, романтични тренуци замењени су бурним свађама, а све Томасове врлине које су очарале Игнасију нестале су, да би у први план испливале добро скриване мане. За време врло гласне дискусије на улици, будуће супружнике раздваја јака рука - то је Педро, племенити младић кога живот није мазио. Радио је свашта да би преживео: био је столар, возач, сликар, чак и механичар. Сусрет у нимало пријатним околностима биће судбоносан за Игнасију и Педра - ниједно од њих неће моћи да порекне да осећа јаку привлачност према оном другом.
Проблем настаје када Игнасија на отварању радова на новом грађевинском пројекту открије Педров прави идентитет - он је само још један безначајан радник, који ће морати да се повинује њеним наређењима. Хоће ли љубав и страст моћи да надјачају социјалну разлику? Или ће се, упркос ружичастим бајкама, испоставити да љубав ипак има границе?

## Глумачка постава

### Главне улоге
| Глумац:            | Улога:               |
| ------------------ | -------------------- |
| Ана Лајевска       | Игнасија Сантамарија |
| Хосе Луис Ресендес | Педро Перез          |
| Фабијан Риос       | Томас Виљамајор      |

### Споредне улоге
| Глумац:                  | Улога:                                     |
| ------------------------ | ------------------------------------------ |
| Фелисија Меркадо         | Естела Мендоса                             |
| Дијана Кихано            | Гина Перез                                 |
| Моника Санчез Наваро     | Маргарита Перез                            |
| Софија Лама              | Миреја Гомез                               |
| Леонардо Данијел         | Маријано Сантамарија                       |
| Салим Ортиз              | Хосе Мануел Кореал                         |
| Тина Ромеро              | Алфонсина Кардемил                         |
| Рикардо Далмаци          | Олегарио Прокуло Гомез                     |
| Анхелине Монкајо         | Гема Пачеко Малдонадо                      |
| Алекс Руиз               | Кристофер Мелкијадес Годинес Капито "Нето" |
| Оскар Пријего            | Рубен Сантамарија                          |
| Каролина Ајала           | Гвадалупе "Лупита" Перез                   |
| Роберто Плантијер        | Анхел Хименез Гарсија                      |
| Кендра Сантакруз         | Исабел Хименез Гарсија                     |
| Кристина Дијекман        | Карина Куерво                              |
| Лилијан Тапија           | Берта Суарез                               |
| Росалинда Родригез       | Петра Гарсија                              |
| Луис Херардо Лопез       | Херардо Варгас                             |
| Ернесто Фахас            | Емилио Хименез "Ел Дуро"                   |
| Гиљермо Кинтаниља        | Пруденсио                                  |
| Ектор Фуентес            | Енрике Молина                              |
| Патрисија Каролина Рамос | Сафиро                                     |
| Викторија дел Росал      | Канди                                      |
| Марсија Џонс Бранго      | Барбара Камачо "Барби"                     |
| Алваро Ардила            | Лоренсо                                    |
| Александер Торес         | Ел Ратон                                   |
| Освалдо Естронголи       | Ернесто Виљамајор                          |